# Альтернатор Александерсона

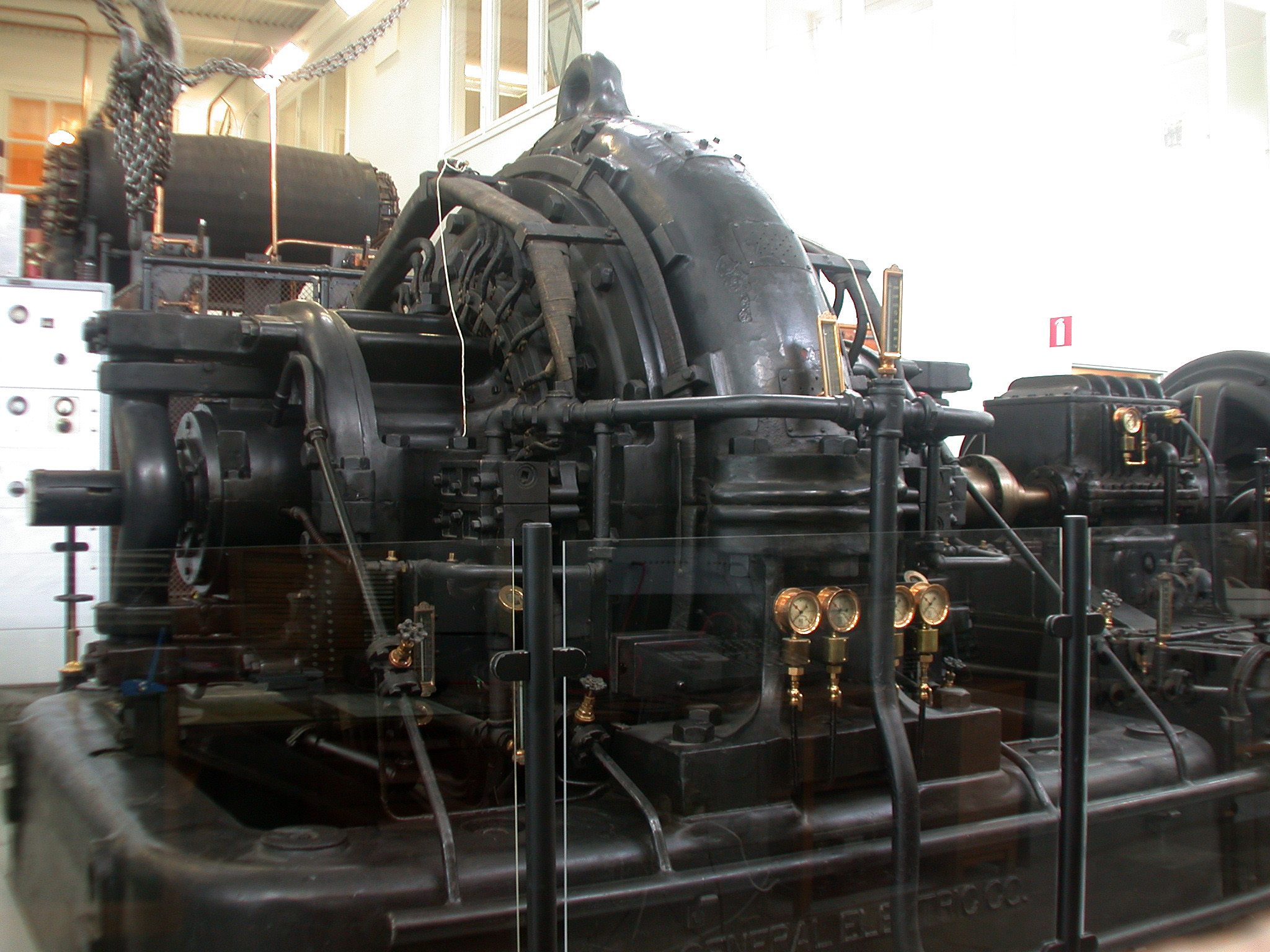
Альтернатор Александерсона мощностью 200 кВт, сохранившийся на радиотелеграфной станции Гриметон, Швеция, единственный оставшийся образец передатчика Александерсона

Альтернатор Александерсона — электрическая машина, изобретённая Эрнестом Александерсоном в 1904 году для генерации высокочастотного переменного тока и использования в качестве радиопередатчика. Это было одно из первых устройств, способных генерировать непрерывные радиоволны, необходимые для передачи звукового сигнала (речь, музыка) по радио методом амплитудной модуляции. Альтернатор использовался примерно с 1910 года на нескольких «сверхмощных» длинноволновых радиотелеграфных станциях для передачи трансокеанских сообщений с помощью азбуки Морзе на аналогичные станции по всему миру.
Хотя альтернатор Александерсона устарел к началу 1920-х годов из-за развития ламповых передатчиков, он продолжал использоваться до Второй мировой войны. Он включен в список этапов IEEE как веха в области электротехники.